# Índia Central

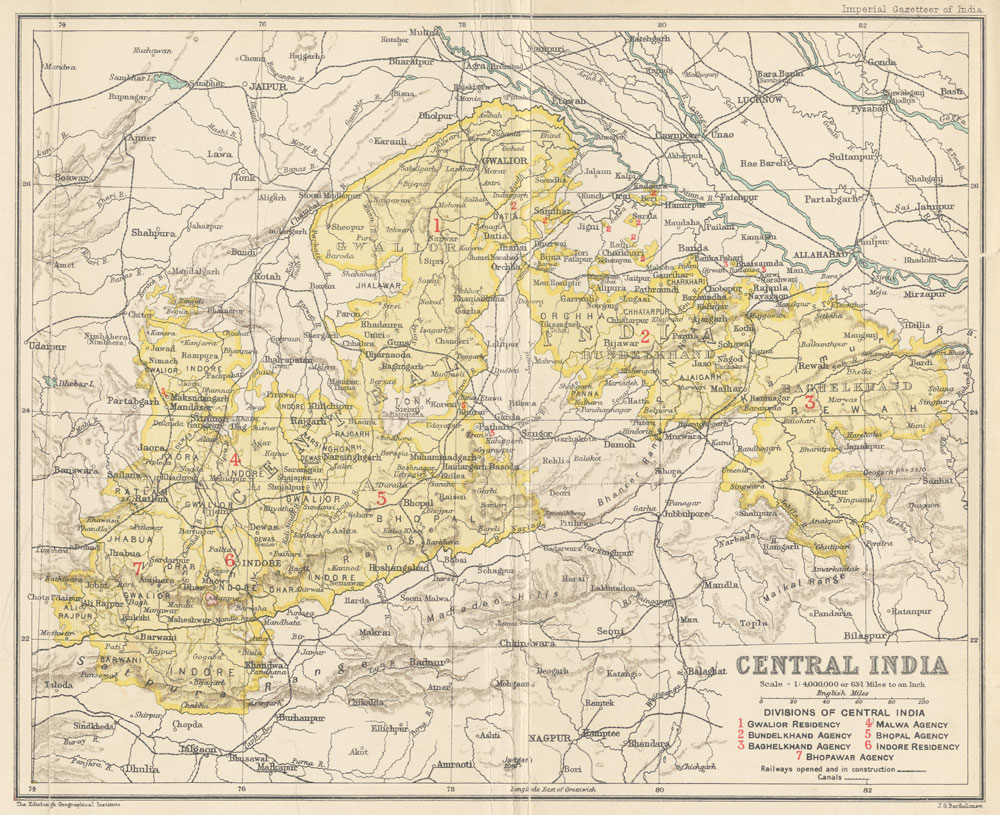
Índia Central, el 1909

Índia Central (Central India) fou el nom donat oficialment a una agència política formada per l'agrupació de nou agències polítiques, posades sota autoritat superior de l'agent del governador general a l'Índia Central amb seu a Indore. El 1854 l'Agència de Malwa es va unir al Bundelkhand i Baghelkhand i va formar l'Agència de l'Índia Central, utilitzant-se per primer cop aquest nom. Les nou agències que en formaven part el 1881 eren:
- Agència d'Indore
- Agència Bhil
- Subagència Bhil
- Agència de Malwa Occidental
- Agència de Bhopal
- Residència de Gwalior
- Subagència de Guna (Gwalior)
- Agència del Bundelkhand
- Agència de Baghelkhand

L'agència Bhil i la subagència Bhil es van unir el 1882 en l'agència de Bhopawar.
Totes les agències estaven situades a nord de les Províncies Centrals. La seva població era el 1881 de 9.261.907 habitants i la superfície de 194.000 km². El seu territori no era contigu, ja que estava separat pels districtes de Jhansi i Lalitpur que deixaven el Bundelkhand i Baghelkhand a l'est, mentre la resta quedaven a l'oest.
Els estats llistats el 1881 eren:
- Indore
- Dewas
- Bagli
- 15 thakurats garantits de l'Agència d'Indore
- Dhar
- Jhabua
- Ali Rajpur
- Jobat
- 13 thakurats garantits de l'agència Bhil o de Bhopawar
- Pargana britànica de Minpur
- Barwani
- 10 thakurats garantits sota la Subagència Bhil o després de Bhopawar
- Jaora
- Ratlam
- Sitamau
- Sailana
- 17 thakurats garantits de l'Agència de Malwa Occidental
- Bhopal
- Rajgarh
- Narsinghgarh
- Khilchipur
- Kurwai
- Maksudangarh
- Muhammadgarh
- Pathari
- Basoda
- 17 thakurats garantits de l'agència de Bhopal
- Gwalior
- 15 estats menors de l'agència de Gwalior i la subagència de Guna
- Orchha o Tehri
- Datia
- Sampthar
- Panna
- Charkhari
- Ajaigarh
- Bijawar
- Chhatarpur
- Baoni
- Alipura
- Bironda
- Jaso
- Kalinjar
- Gaurihar
- Khania-Dhana
- 17 estats menors de l'agència del Bundelkhand
- Rewa
- Nagode
- Maihar
- Sohawal
- Koti
- Sidpura
- Raigaon

## Història
Al segle XVIII l'Índia Central estava dividida entre dos generals marathes: Sindhia de Gwalior i Holkar d'Indore. Hi havia també nombrosos caps menors dels que Anand Rao Ponwar, raja de Dhar, era el més poderós. El 1745 va morir Ranoji Sindhia. L'Índia central va romandre sota sobirania del peshwa maratha fins a la decisiva batalla de Panipat del 1761 que va trencar la confederació i els generals marathes es van repartir el país. Tres anys després la batalla de Buxar seguida de la cessió de Bengala (1765) va comportar un xoc amb els britànics que esdevingueren la potència hegemònica.
Del 1770 al 1800 els territoris de l'Índia central van restar en pau. Ahalya Bai Holkar (1767-1795) regia Indore amb justícia i habilitat; Mahadji Sindhia governava amb mà de ferro a Gwalior fins a la seva mort el 1794. Tukoji Holkar (1795-1797) successor d'Ahalya Bai, tenia prou força com per impedir qualsevol aventura de Daulat Rao Sindhia i un per l'altre van romandre tranquils. L'equilibri es va trencar amb la mort de Tukoji el 1797 i les lluites no van tardar a iniciar-se. Però la pau no havia estat completa: Mahadji va provocar disturbis a Bombai el 1780 i fou necessari un càstig; el major Popham va ocupar Gwalior el 1780 i el major Camac va atacar Ujjain i el sobirà va acceptar un acord (octubre de 1781). El 1782 la independència de Sindhia en relació al peshwa li fou reconeguda pel tractat de Salbai i Sindhia va iniciar ràpidament operacions que no van prosperar per la seva mort el 1794, però que van deixar obert el camí al seu successor Daulat Rao per esdevenir el senyor més poderós de l'Índia central el 1798 a la mort de Tukoji Holkar d'Indore. Però Jaswant Rao Holkar, successor de Takoji, tenia la intenció de restaurar la fortuna de la seva nissaga, i van començar les lluites, període localment anomenat "Gardi-ka-wakt", que va deixar el territori arruïnat i assolat. Jaswant Rao en dos anys va poder reclutar 70000 homes, pindaris, paixtus, marathes i bhils, que se li van unir només per l'esperança de saqueig; amb aquesta gent Holkar va devastar Índia central. El 1801 Sarja Rao Ghatke, sogre de Sindhia, va ocupar Indore i va fer una massacra dels seus habitants, però no va aturar a Holkar que després de la victòria a Poona el 1802 va tornar a assolar Malwa. La política de Cornwallis de no-intervenció fou seguida per la de Barlows anomenada "desgràcia sense compensació, tractats sense seguretat i pau sense tranquil·litat". El cap afganès Amir Khan i Jaswant Rao Holkar van seguir assolant la regió ara units als cossos irregulars al servei dels britànics que havien estat llicenciats al final de la campanya de Lord Lake (1803).
El 1807 bandes de saquejadors assolaven Bundelkhand i els caps locals, parapetats a les seves fortaleses, desafiaven l'autoritat britànica que no els ajudava. Però quan la política britànica va canviar la majoria es van sotmetre ràpidament i només els de Kalinjar i Ajaigarh van resistir fins que les seves fortaleses foren conquerides per assalt. El 1812 els pindaris van arribar a un punt alt en les seves destruccions i saquejos, assolant Bundelkhand i Malwa i arribant fins i tot a territoris britànics.
Lord Warren Hastings fou llavors nomenat governador general. 50.000 saquejadors estaven pel país, a més del fet que Holkar enviava als recaptadors acompanyats de potents cossos armats que havien de viure sobre el terreny. La desorganització havia arribat al màxim el 1817 i Hastings va rebre permís per actuar. Va negociar amb diversos caps natius i va ordenar que tres exèrcits sortissin de cadascuna de les presidències per convergir a l'Índia central. Sindhia havia declarat estar al costat dels britànics però a l'hora de la veritat va fer el ronsa, però una ràpida marxa sobre Gwalior el va obligar a acceptar les condicions angleses. També es va sotmetre Amir Khan que va llicenciar als seus seguidors afganesos. L'exèrcit d'Holkar, després de matar a la rani, va marxar per oposar-se als britànics però fou derrotat a Mehidpur (1817). Els caps pindaris Karim, Wasil, Muhammad, i Chitu es van haver de rendir o fugir. A l'inici de la campanya (octubre de 1817) els marathes, paixtus i pindaris reunien 150.000 homes en armes i 500 canons; en quatre mesos aquest exèrcit havia quedat destrossat; l'efecte del poder britànic entre la població fou enorme, i fou establerta la pau; un clima de seguretat es va instal·lar a l'Índia central. Sir John Malcom va arranjar la situació a la zona: els petits senyors van rebre garanties sobre les seves propietats a canvi de l'ajut en mantenir la pau; així els thakurs passaren a ser garantits i no podrien ser absorbits pels grans darbars (les corts o nissagues principals). El 1830 es van iniciar operacions contra els thags, el comerç criminal dels quals s'havia desenvolupat durant el desordre, i foren suprimits per l'enèrgica acció del coronel Sleeman.
El 1827 havia mort jove Daulat Rao Sindhia, i van seguir dues adopcions; van esclatar disputes entre el regent i la rani; l'exèrcit es va posar al costat de la rani i la situació va esdevenir tant tensa que els britànics van haver d'enviar una columna. Es van produir combats el mateix dia a Maharajpur i Panniar el 29 de desembre de 1843 en els quals l'exèrcit de Gwalior va quedar aniquilat; l'administració de l'estat fou reorganitzada i un agent polític va assolir l'administració, amb suport d'un contingent de deu mil homes.
Les agències d'Indore i Gwalior depenien directament del governador general mentre Bundelkhand i Baghelkhand eren entitats separades. El 1854 l'Agència de Malwa es va unir al Bundelkhand i Baghelkhand i va formar l'Agència de l'Índia Central, utilitzant-se per primer cop aquest nom, sota la direcció de Sir R. Hamilton, que era el resident a Indore, que va passar a ser l'agent del governador general per l'Índia Central.
El 14 de juny de 1857 durant el motí, les tropes natives de Gwalior a Morar es van revoltar. Sindhia era un menor però tenia consellers que afavorien els interessos britànics: el resident, major Mc Pherson, i el ministre Dinkar Rao. Mac Pherson, abans d'haver de sortir, va aconseguir imposar la idea a Sindhia que encara que les coses anessin malament al començament pels anglesos, aquests acabarien guanyant i que li calia fer el necessari per impedir els motins de tropes o la seva sortida de Gwalior per unir-se als amotinats a altres llocs. El 30 de juny les tropes natives d'Indore es van amotinar i el coronel Durand, agent interí del governador general es va haver de retirar a Sehore i finalment a Hoshangabad. Es van produir combats a Nimach (3 de juny), Nowgong (10 de juny), Mhow (8 de juliol) i Nagod (setembre). L'octubre de 1857 les britànics van començar la campanya a l'Índia Central amb la conquesta de Dhar (22 d'octubre); el desembre Sir Hugh Rose va agafar el comandament i va expulsar al pretendent Firoz Shah que havia aixecat el set estendard a Mandasor, va assaltar els forts de Chanderi, Jhansi (març de [1858]) i Gwalior (juny de 1858). Les dues animes de la revolta a l'Índia Central eren l'exrani de Jhansi, Lachmi Bai, i Tantia Topi, l'agent de Nana Sahib, l'hereu del peshwa maratha; la rani va morir com una heroïna lluitant al front de les seves tropes en l'atac a Gwalior, i Tantia Topi va lluitar un any però fou traït pel raja de Paron i executat (abril de 1859). Amb aquesta execució es va acabar la revolta de fet encara que algunes columnes van haver de netejar alguns districtes.
En endavant la pau i el progrés va ser general, només alterat per algunes fams terribles.
Hi ha restes arqueològiques interessants a Ajaigarh, Amarkantak, Bagh, Baro, Barwani, Bhojpur, Chanderi, Datia, Dhamnar, Gwalior, Gvaraspur, Khajuraho, Mandu, Nagod, Narod, Narwar, Orchha, Pathari, Rewa, Sanchi, Sonagir, Udavagiri, Udavapur i Ujjain.

## Administració
El 1901 l'agència incloïa 148 estats tributaris a més d'una part de l'estat de Tonk (la resta era a Rajputana), el més gran Gwalior amb 65000 km² i el més petit format per un únic poble. Onze estats tenien tractat directe amb Gran Bretanya i eren coneguts com a estats de tractat (Gwalior, Indore, Bhopal, Dhar, Dewas Senior, Dewas Junior, Jaora, Orchha, Datia, Samthar i Rewa. Trenta-un eren els anomenats estats de sanad, que eren posseïts en virtuts de sanad o decret que en reconeixien la possessió a canvi de fidelitat i tenien relació directe amb la Gran Bretanya (tots aquests estats estaven al Bundelkhand o Baghelkhand excepte Khaniadhana a Gwalior). La resta eren coneguts com a estats mediatitzats o thakurats garantits. Els primers estats estaven sotmesos a un dels grans estats però amb un acord aconseguit amb la mediació britànica. Els thakurats garantits eren aquells de feudataris menors als que la possessió havia estat garantida pels britànics el 1818. Com que als estats mediatitzats també els havia estat garantida la possessió, sovint s'anomenaven tots com "estats garantits". Molts petits estats de Malwa s'havien originat al final de la guerra pindari, quan Malwa estava en anarquia i els petits senyors rajputs havien estat sotmesos pels diversos poders marathes; molts senyors havien fugit a les jungles o muntanyes, des d'on feien expedicions de saqueig, i per aturar aquesta pràctica els caps dels grans estats els van assignar territoris amb dret de recaptació (thanka); quan els britànics van assolir el govern els drets d'aquests senyors foren respectats a canvi de l'ajut en mantenir l'orde mentre les relacions d'aquests senyors amb el seu sobirà fou limitat al tribut que fou ajustat i garantit. Molts d'aquests senyors van rebre sanads possessoris el 1862 en els quals, en cas d'extingir-se la nissaga, el govern de l'Índia es comprometia a respectar l'adopció d'un successor segons les normes de la llei hindú o musulmana segons el cas.
Els estats eren administrats durant les minories del príncep, per l'oficial polític al càrrec de l'agència que delegava en casos de grans estats en un ministre i un consell, treballant a les ordes de l'oficial polític de l'estat; als petits estats un superintendent natiu assolia la direcció sota les ordes de l'agent polític.
El càrrec d'agent polític fou exercit fins al 1947 per:
- Tinent General Sir John Malcolm, agent polític i administrador militar, 1818-21
- Gerald Wellesley, resident a Indore 1818-31
- W. B. Martin, resident a Indore 1832-1833
- John Bax, resident a Indore 1834-1840
- Tinent coronel Sir Claude Wade, resident a Indore 1840-1844
- Sir Robert North Collie Hamilton, resident a Indore 1844-1854, Agent de l'Índia Central 1854-1859
- Coronel Sir Richmond Campbell Shakespear, 1859-1861
- Coronel (després Sir) Richard John Meade, 1861-1869
- Tinent general Sir Henry D. Daly, 1869-1881
- Sir Henry Lepel Griffin, 1881-1888
- P. F. Henvey, 1888-1890
- R. J. Crosthwaite, 1891-1894 (després Sir R. J. Crosthwaite)
- Colonel (després Sir) David W. K. Barr, 1894-1900
- Charles. S. Bayley, 1900-1905
- Major Hugh Daly 1905-1910
- Michael Francis O'Dwyer 1910-1912
- John B. Wood 1912-1913
- Oswald Vivian Bosanquet 1913-1919
- Francis Granville Beville 1919-1921
- Denys Brooke Blakeway 1921-1924
- Sir Reginald Glancy 1924-1929
- Edward Herbert Kealy (interí) 1927
- H.R.N. Pritchard 1929-1930
- Frederick Bailey 1930-1931
- G.M. Ogilvie 1931-1932
- Rawdon James MacNabb 1933-1935
- Kenneth S. Fitze 1935-1940
- Gerald Thomas Fisher 1940-1942
- Walter F. Campbell 1942-1946
- Henry Mortimer Poulton 1946-1947

L'agent de l'Índia Central fou al mateix temps oficial polític de l'Agència d'Indore del 1854 al 1899 i oficial polític o resident d'Indore del 1916 al 1944.
El 1901 estava formada per vuit subentitats:
- Residència d'Indore
- Residència de Gwalior
- Agència de Bundelkhand
- Agència de Baghelkhand
- Agència de Bhopal
- Agència de Bhopawar
- Agència d'Indore
- Agència de Malwa

L'agència d'Indore fou abolida el març de 1907 i els seus estats incloses a l'Agència de Malwa.
Cada una de les agències (o residències) estava dirigida per un oficial polític a les ordes de l'agent del governador general per l'Índia Central. L'agència d'Indore fins al 1907 va estar sota el control directe de l'agent del governador general però amb les funcions delegades en el primer assistent.
La terra era de tres classes:
- Khalsa o khotar, directament tinguda pel govern de cada estat i administrada pels seus empleats, anomenada terra khalsa kham, o arrendada a un thikadar, ijaradar o mahare, per períodes de 5 anys
- Jagir (saranjam als estats marathes), concedida en feu a canvi de serveis. La terra es podia recuperar en alguns casos (això depenia de la llei i costum a cada estat)
- Muafi, terra donada generalment per qüestions religioses o de caritat (terra dharmada) o petites donacions a servidors i subordinats de la corona (terra chakrana).